# Gare d'Anzeling
La gare d'Anzeling est une gare ferroviaire française de la ligne de Metz-Ville à la frontière allemande vers Überherrn située sur le territoire de la commune d'Anzeling dans le département de la Moselle, en région Grand Est.
C'était une halte voyageurs de la Société nationale des chemins de fer français (SNCF) desservie par des trains TER Grand Est.

## Situation ferroviaire
Établie à 197 mètres d'altitude, la gare de bifurcation d'Anzeling est située au point kilométrique (PK) 30,884 de la ligne de Metz-Ville à la frontière allemande vers Ueberherrn (partiellement fermée), entre la gare fermée de Piblange et la gare ouverte de Freistroff. Elle est également l'aboutissement de la ligne de Thionville à Anzeling, après la gare d'Ébersviller. La gare dispose de deux quais latéraux: le quai 1 mesure 133 m, le quai 2 mesure 132 m.

## Service des voyageurs

### Accueil
Arrêt Routier SNCF, c'est un point d'arrêt non géré (PANG) à accès libre.

### Desserte
Anzeling était desservie par les trains TER Grand Est qui effectuent des missions entre les gares de Thionville et de Bouzonville.

### Intermodalité
Le stationnement des véhicules est possible à proximité. Elle est desservie par des autocars TER Grand Est (ligne Thionville - Bouzonville - Creutzwald gare routière).